# Immoble a la rambla Francesc Macià, 18 (Arenys de Munt)
L'Immoble a la rambla Francesc Macià, 18 és una obra d'Arenys de Munt (Maresme) protegida com a Bé Cultural d'Interès Local.

## Descripció
Casa entre mitgeres de planta baixa i pis. Té la coberta a dues vessants, amb el carener paral·lel a la façana. A la planta baixa, la porta d'accés a un costat està formada per una llinda plana amb una finestra lateral. Al primer pis té a l'eix de la porta un petit balcó sense gaire volada amb una petita finestra al costat amb un ampit que sobresurt. Formaria una línia de cases de les mateixes característiques amb les cases número 18 d'altres del mateix carrer.